# Métrolinie 7 (Paris)
| Karte |                      |                                         |                                         |
| Streckenlänge: | 22,5 km              |                                         |                                         |
| Spurweite: | 1435 mm (Normalspur) |                                         |                                         |
| |                      |                                         |                                         |
| Eröffnung: | 1910                 |                                         |                                         |
| Fahrgäste (täglich): | 332.000              |                                         |                                         |
| Stationen: | 38                   |                                         |                                         |
| \| \| \| Wende- und Abstellgleise \| \| \| \| \| La Courneuve – 8 Mai 1945 \| \| \| \| \| Fort d’Aubervilliers \| \| \| \| \| Aubervilliers – Pantin – Quatre Chemins \| \| \| \| \| Betriebshof La Villette \| \| \| \| \| Wendeschleife \| \| \| \| \| Paris–Strasbourg / RER E \| \| \| \| \| Porte de la Villette \| \| \| \| \| Canal Saint-Denis \| \| \| \| \| Petite Ceinture \| \| \| \| \| Corentin Cariou \| \| \| \| \| Crimée \| \| \| \| \| Riquet \| \| \| \| \| Stalingrad \| \| \| \| \| Linie 7bis \| \| \| \| \| Louis Blanc \| \| \| \| \| Verbindungsgleis zur Linie 7bis \| \| \| \| \| Château-Landon \| \| \| \| \| Gare de l’Est \| \| \| \| \| Verbindungsgleis zur Linie 5 \| \| \| \| \| RER B / RER D \| \| \| \| \| Poissonnière \| \| \| \| \| Cadet \| \| \| \| \| Le Peletier \| \| \| \| \| Chaussée d’Antin – La Fayette \| \| \| \| \| Verbindungsgleis zur Linie 3 \| \| \| \| \| Opéra \| \| \| \| \| Pyramides \| \| \| \| \| Palais Royal – Musée du Louvre \| \| \| \| \| Pont Neuf \| \| \| \| \| Châtelet \| \| \| \| \| Pont Marie \| \| \| \| \| Sully – Morland \| \| \| \| \| Seine \| \| \| \| \| Jussieu \| \| \| \| \| Verbindungsgleis zur Linie 10 \| \| \| \| \| Place Monge \| \| \| \| \| Censier – Daubenton \| \| \| \| \| Les Gobelins \| \| \| \| \| Place d’Italie \| \| \| \| \| Verbindungsgleis zur Linie 6 \| \| \| \| \| Tolbiac \| \| \| \| \| Maison Blanche \| \| \| \| \| Petite Ceinture \| \| \| \| \| \| \| \| \| \| Porte d’Italie \| \| \| \| \| Porte de Choisy \| \| \| \| \| Porte d’Ivry \| \| \| \| \| Betriebshof Choisy \| \| \| \| \| Pierre et Marie Curie \| \| \| \| \| Mairie d’Ivry \| \| \| \| \| Wende- und Abstellgleise \| \| \| \| \| Le Kremlin-Bicêtre \| \| \| \| \| Villejuif – Léo Lagrange \| \| \| \| \| Villejuif – Paul Vaillant-Couturier \| \| \| \| \| Villejuif – Louis Aragon \| \| \| \| \| Wende- und Abstellgleise \| \| |                      |                                         |                                         |
| U-Bahn-Betriebsstelle Streckenanfang (im Tunnel) |                      | Wende- und Abstellgleise                | Wende- und Abstellgleise                |
| U-Bahn-Bahnhof (im Tunnel) |                      | La Courneuve – 8 Mai 1945               | La Courneuve – 8 Mai 1945               |
| U-Bahn-Haltepunkt / Haltestelle (im Tunnel) |                      | Fort d’Aubervilliers                    | Fort d’Aubervilliers                    |
| U-Bahn-Haltepunkt / Haltestelle (im Tunnel) |                      | Aubervilliers – Pantin – Quatre Chemins | Aubervilliers – Pantin – Quatre Chemins |
| U-Bahn-Abzweig geradeaus und von rechts (im Tunnel) |                      | Betriebshof La Villette                 | Betriebshof La Villette                 |
| U-Bahn-Betriebsstelle Streckenanfang und quer (im Tunnel) · U-Bahn-Abzweig geradeaus und von rechts (im Tunnel) |                      | Wendeschleife                           | Wendeschleife                           |
| U-Bahn-Kreuzung (im Tunnel) |                      | Paris–Strasbourg / RER E                | Paris–Strasbourg / RER E                |
| U-Bahn-Haltepunkt / Haltestelle (im Tunnel) |                      | Porte de la Villette                    | Porte de la Villette                    |
| |                      | Canal Saint-Denis                       |                                         |
| U-Bahn-Kreuzung (im Tunnel) |                      | Petite Ceinture                         | Petite Ceinture                         |
| U-Bahn-Haltepunkt / Haltestelle (im Tunnel) |                      | Corentin Cariou                         | Corentin Cariou                         |
| U-Bahn-Haltepunkt / Haltestelle (im Tunnel) |                      | Crimée                                  | Crimée                                  |
| U-Bahn-Haltepunkt / Haltestelle (im Tunnel) |                      | Riquet                                  | Riquet                                  |
| U-Bahn-Bahnhof (im Tunnel) |                      | Stalingrad                              | Stalingrad                              |
| U-Bahn-Strecke (im Tunnel) · U-Bahn-Strecke von links (im Tunnel) |                      | Linie 7bis                              | Linie 7bis                              |
| |                      | Louis Blanc                             |                                         |
| U-Bahn-Abzweig geradeaus und von links (im Tunnel) · U-Bahn-Strecke nach rechts (im Tunnel) |                      | Verbindungsgleis zur Linie 7bis         | Verbindungsgleis zur Linie 7bis         |
| U-Bahn-Haltepunkt / Haltestelle (im Tunnel) |                      | Château-Landon                          | Château-Landon                          |
| U-Bahn-Bahnhof (im Tunnel) |                      | Gare de l’Est                           | Gare de l’Est                           |
| U-Bahn-Abzweig geradeaus und nach links (im Tunnel) |                      | Verbindungsgleis zur Linie 5            | Verbindungsgleis zur Linie 5            |
| Kreuzung mit Tunnelstrecke und quer (im Tunnel) |                      | RER B / RER D                           | RER B / RER D                           |
| U-Bahn-Haltepunkt / Haltestelle (im Tunnel) |                      | Poissonnière                            | Poissonnière                            |
| U-Bahn-Haltepunkt / Haltestelle (im Tunnel) |                      | Cadet                                   | Cadet                                   |
| U-Bahn-Haltepunkt / Haltestelle (im Tunnel) |                      | Le Peletier                             | Le Peletier                             |
| U-Bahn-Bahnhof (im Tunnel) |                      | Chaussée d’Antin – La Fayette           | Chaussée d’Antin – La Fayette           |
| U-Bahn-Abzweig geradeaus und von links (im Tunnel) |                      | Verbindungsgleis zur Linie 3            | Verbindungsgleis zur Linie 3            |
| U-Bahn-Bahnhof (im Tunnel) |                      | Opéra                                   | Opéra                                   |
| U-Bahn-Bahnhof (im Tunnel) |                      | Pyramides                               | Pyramides                               |
| U-Bahn-Bahnhof (im Tunnel) |                      | Palais Royal – Musée du Louvre          | Palais Royal – Musée du Louvre          |
| U-Bahn-Haltepunkt / Haltestelle (im Tunnel) |                      | Pont Neuf                               | Pont Neuf                               |
| U-Bahn-Bahnhof (im Tunnel) |                      | Châtelet                                | Châtelet                                |
| U-Bahn-Haltepunkt / Haltestelle (im Tunnel) |                      | Pont Marie                              | Pont Marie                              |
| U-Bahn-Haltepunkt / Haltestelle (im Tunnel) |                      | Sully – Morland                         | Sully – Morland                         |
| |                      | Seine                                   |                                         |
| U-Bahn-Bahnhof (im Tunnel) |                      | Jussieu                                 | Jussieu                                 |
| U-Bahn-Abzweig geradeaus und von rechts (im Tunnel) |                      | Verbindungsgleis zur Linie 10           | Verbindungsgleis zur Linie 10           |
| U-Bahn-Haltepunkt / Haltestelle (im Tunnel) |                      | Place Monge                             | Place Monge                             |
| U-Bahn-Haltepunkt / Haltestelle (im Tunnel) |                      | Censier – Daubenton                     | Censier – Daubenton                     |
| U-Bahn-Haltepunkt / Haltestelle (im Tunnel) |                      | Les Gobelins                            | Les Gobelins                            |
| U-Bahn-Bahnhof (im Tunnel) |                      | Place d’Italie                          | Place d’Italie                          |
| U-Bahn-Abzweig geradeaus und von rechts (im Tunnel) |                      | Verbindungsgleis zur Linie 6            | Verbindungsgleis zur Linie 6            |
| U-Bahn-Haltepunkt / Haltestelle (im Tunnel) |                      | Tolbiac                                 | Tolbiac                                 |
| U-Bahn-Bahnhof (im Tunnel) |                      | Maison Blanche                          | Maison Blanche                          |
| U-Bahn-Kreuzung (im Tunnel) |                      | Petite Ceinture                         | Petite Ceinture                         |
| U-Bahn-Strecke von links (im Tunnel) · U-Bahn-Abzweig nach links und nach rechts (im Tunnel) · U-Bahn-Strecke von rechts (im Tunnel) |                      |                                         |                                         |
| U-Bahn-Strecke (im Tunnel) · U-Bahn-Haltepunkt / Haltestelle (im Tunnel) |                      | Porte d’Italie                          | Porte d’Italie                          |
| U-Bahn-Strecke (im Tunnel) · U-Bahn-Haltepunkt / Haltestelle (im Tunnel) |                      | Porte de Choisy                         | Porte de Choisy                         |
| U-Bahn-Strecke (im Tunnel) · U-Bahn-Haltepunkt / Haltestelle (im Tunnel) |                      | Porte d’Ivry                            | Porte d’Ivry                            |
| U-Bahn-Strecke (im Tunnel) · U-Bahn-Abzweig geradeaus, nach rechts und von rechts (im Tunnel) |                      | Betriebshof Choisy                      | Betriebshof Choisy                      |
| U-Bahn-Strecke (im Tunnel) · U-Bahn-Haltepunkt / Haltestelle (im Tunnel) |                      | Pierre et Marie Curie                   | Pierre et Marie Curie                   |
| U-Bahn-Strecke (im Tunnel) · U-Bahn-Bahnhof (im Tunnel) |                      | Mairie d’Ivry                           | Mairie d’Ivry                           |
| U-Bahn-Strecke (im Tunnel) · U-Bahn-Betriebsstelle Streckenende (im Tunnel) |                      | Wende- und Abstellgleise                | Wende- und Abstellgleise                |
| U-Bahn-Haltepunkt / Haltestelle (im Tunnel) |                      | Le Kremlin-Bicêtre                      | Le Kremlin-Bicêtre                      |
| U-Bahn-Haltepunkt / Haltestelle (im Tunnel) |                      | Villejuif – Léo Lagrange                | Villejuif – Léo Lagrange                |
| U-Bahn-Haltepunkt / Haltestelle (im Tunnel) |                      | Villejuif – Paul Vaillant-Couturier     | Villejuif – Paul Vaillant-Couturier     |
| U-Bahn-Bahnhof (im Tunnel) |                      | Villejuif – Louis Aragon                | Villejuif – Louis Aragon                |
| U-Bahn-Betriebsstelle Streckenende (im Tunnel) |                      | Wende- und Abstellgleise                | Wende- und Abstellgleise                |

Die Linie 7 der Pariser Métro verbindet die Stationen La Courneuve – 8 Mai 1945 im Nordosten und Villejuif – Luis Aragon bzw. Mairie d’Ivry im Südosten von Paris. Sie ist die Linie mit den meisten Stationen des Metronetzes, im Berufsverkehr werden dort 67 Züge des Typs MF 77 eingesetzt. 2004 wurden auf den Linien 7 und 7bis 120,5 Millionen Personen befördert – ebenso viele wie im Jahr 1992. 2009 waren es 129 Millionen Fahrgäste.

## Geschichte

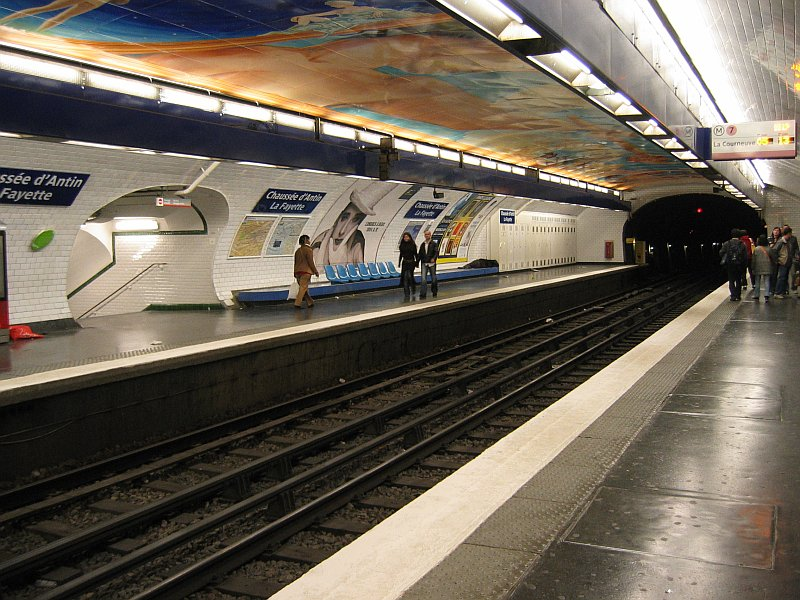
Bahnhof Chaussée d’Antin – La Fayette der Linie 7

### Eröffnung der Linie
Die Linie 7 war eigentlich als Verbindung vom Palais Royal in den Nordosten der Stadt geplant. Man konnte sich jedoch nicht auf die Endbahnhöfe einigen. Der Staat verbot z. B. die Unterfahrung des Louvre, am Palais Royal selbst war aber zu wenig Platz für einen Endbahnhof. Somit wurde dieser an der Opéra geplant. Auch über den Standort des Endbahnhofes im Nordosten konnte man sich nicht einigen und beschloss daher, diesen in einen Kreisverkehr einzubauen. An diese Linie sollte ein Abzweig zur Porte de la Villette angefügt werden. Ursprünglich war weiter geplant, die Strecke zur Bastille weiterzubauen.
Aufgrund schwieriger Untergrundverhältnisse ging tatsächlich als erstes die Strecke Opéra–Porte de la Villette am 5. November 1910 in Betrieb. An der Station Opéra kreuzen sich heute die Linien 3, 7 und 8.

### Erweiterungen vor dem Zweiten Weltkrieg
Am 18. Januar 1911 kam dann der Abzweig ab Louis Blanc nach Pré-St.-Gervais hinzu. Die Station Louis Blanc besteht aus 2 Bahnsteigen, je einer für Nord- und Südrichtung. Weiterhin war geplant, diese Zweigstrecke weiter zu bauen zum Bahnhof Porte des Lilas der Linie 3. Diese Verlängerung wurde auch gebaut, jedoch nie in Betrieb genommen. Es existiert sogar ein Bahnhof mit dem Namen Haxo.
Am 1. Juli 1916 kam eine Verlängerung von Opéra nach Palais Royal hinzu. Man verzichtete nun auf eine Wendeschleife, da ohnehin an einen Weiterbau gedacht wurde.
Am 16. April 1926 wurde die Pont Marie erreicht. Diese Verlängerung am rechten Seineufer brachte einige Schwierigkeiten mit sich: Ein fast vergessener Kanal, Mauern der Befestigungsanlagen des alten Paris und letztlich das Fundament des ehemaligen Gefängnisses Châtelet erforderten einige Anstrengungen.
Es folgte der Abschnitt nach Sully-Morland (damals Pont Sully) am 3. Juni 1930, und am 26. April 1931 wurde der Place Monge erreicht. Ein Teil des letztgenannten Abschnittes wurde bereits am 7. März 1930 als Abschnitt der Linie 10 eröffnet und nun in die Linie 7 integriert. Dieser Abschnitt wurde ebenfalls am 26. April 1931 zur Porte d’Ivry verlängert.

### Zweiter Weltkrieg
Als Frankreich am 3. September 1939 Deutschland den Krieg erklärte, wurde der Abschnitt der Linie 7 südlich des U-Bahnhofs Place d’Italie vollkommen geschlossen. Grund war die Einberufung vieler Mitarbeiter der Métro zum Militär. Am 30. September 1939 wurde er wieder eröffnet.

### Nach dem Zweiten Weltkrieg

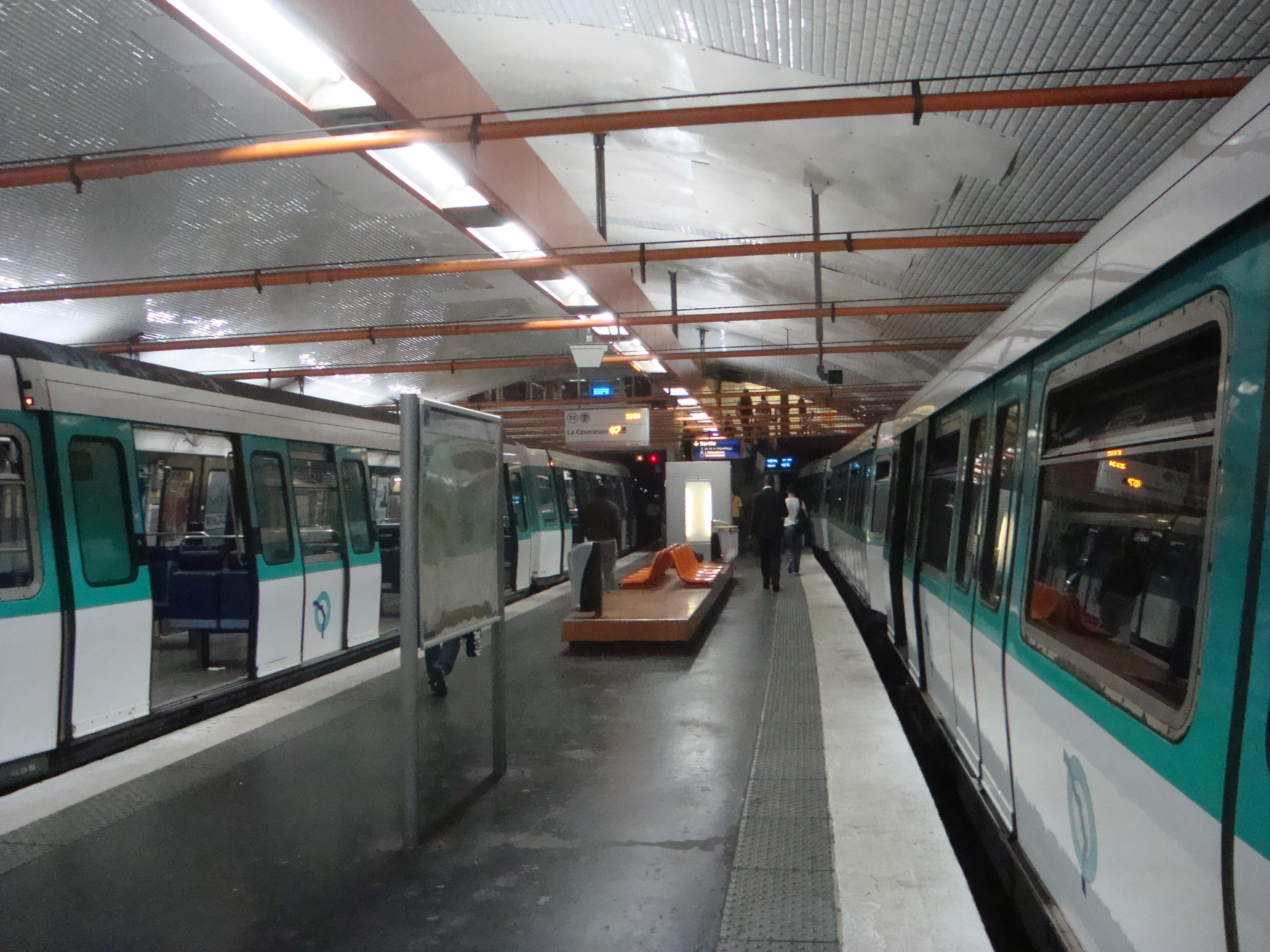
Zwei Züge des Typs MF 77 in der Endstation Mairie d’Ivry

Nach dem Zweiten Weltkrieg wurde diese erneut verlängert: Porte d’Ivry–Marie d’Ivry am 1. Mai 1946.
Da der Abschnitt von Louis Blanc nach Pré-Saint-Gervais nicht so stark frequentiert wird wie jener zur Porte de la Villette, wurde er am 3. Dezember 1967 in die eigenständige Linie 7bis umgewandelt.
Am 4. Oktober 1979 wurde die Linie 7 im Norden um zwei weitere Stationen verlängert: Porte de la Villette–Fort d’Aubervilliers. Die Bauarbeiten dieser 2.346 Meter langen Verlängerung dauerten 3 Jahre.
Am südlichen Ende begann man eine neue Zweigstrecke zu bauen, der erste Abschnitt Maison Blanche–Le Kremlin-Bicêtre wurde am 10. Dezember 1982 eröffnet. Ein weiterer Abschnitt zur Station Villejuif-Louis Aragon kam am 28. Februar 1985 hinzu.
Am 6. Mai 1987 wurde am nördlichen Ende die bisher letzte Verlängerung der Linie 7 von Fort d’Aubervilliers nach La Courneuve-8 Mai 1945 in Betrieb genommen.

### Namensänderungen von Stationen
Im Lauf der mehr als 100-jährigen Geschichte der Pariser Metro änderte sich die offizielle Bezeichnung einer ganzen Reihe von Stationen. Einige Stationen wurden sogar mehrmals umbenannt. Auf der Linie 7 waren folgende Stationen betroffen:
| heutiger Name                  | seit | frühere(r) Name(n)                                                          |
| ------------------------------ | ---- | --------------------------------------------------------------------------- |
| Châtelet                       | 1934 | bis 1926: Pont Notre Dame 1926–1934: Pont Notre Dame – Pont au Change       |
| Stalingrad                     | 1946 | bis 1942: Aubervilliers 1942–1946: Aubervilliers – Boulevard de la Villette |
| Palais Royal – Musée du Louvre | 1989 | Palais Royal                                                                |
| Pierre et Marie Curie          | 2007 | Pierre Curie                                                                |

## Technische Neuerungen
1969 wurde die Linie 7 mit einer zentralen Leitstelle, genannt PCC, ausgerüstet und seit 1977 sind die Fahrzeuge der Linie 7 mit der halbautomatischen Steuerung  Pilotage Automatique unterwegs. 

## Fahrzeuge der Linie 7
Anfangs wurden zunächst Züge zu je fünf Wagen von 10,85 Meter Länge eingesetzt. Drei Wagen waren jeweils motorisiert. Da die Linie nur schwach ausgelastet war, ging man nach bereits nach wenigen Betriebstagen zu 4-teiligen Zügen mit zwei Motorwagen über. Erst 1923 setzte man wieder 5-teilige Züge ein.
Ab 1971 wurden neue Fahrzeuge der Bauart MF 67 eingesetzt, wobei die Umstellung aber bis Oktober 1973 dauerte. Die freiwerdenden Fahrzeuge des Typs Sprague-Thomson wurden an die Linie 12 abgegeben. Seit 1979 schließlich sind Fahrzeuge des Typs MF 77 im Einsatz.